# 義大利維基媒體協會
義大利維基媒體協會（Wikimedia Italia）是義大利的維基媒體使用者自行組織地區性的組織，成立於2005年6月17日。截至2006年5月，該會擁有超過20名會員。

## 外部連結
- 義大利維基媒體協會 （页面存档备份，存于）